# Kwas galakturonowy
Kwas galakturonowy – organiczny związek chemiczny z grupy kwasów uronowych, powstaje na skutek utleniania mikrobiologicznego galaktozy.